# Francolim-de-ahanta
O francolim-de-ahanta (Pternistis ahantensis) é uma espécie de ave da família Phasianidae. É nativa da África Ocidental, ocorrendo nos seguintes países: Benim, Costa do Marfim, Gâmbia, Gana, Guiné, Guiné-Bissau, Libéria, Mali, Nigéria, Senegal, Serra Leoa e Togo.